# Малая Падерь (Кировский сельсовет)
Малая Падерь — упразднённая деревня в Кировском сельсовете Слуцкого района Минской области Республики Беларусь.

## История
- 12 мая 2020 года Слуцкий районный совет депутатов принял решение об упразднении деревни Малая Падерь в связи с расширением Слуцка.

## Население
По данным переписи населения Беларуси за 2009 год население деревни Малая Падерь составляет 88 человек.

## География
Расстояние от Малой Падери до Слуцка составляет 4 километра.
До Минска расстояние составляет 96 километров, а по трассе Слуцк — Минск 107 километров.